# 朝吹園子
朝吹 園子（あさぶき そのこ）は、日本のヴィオラ・ヴァイオリン奏者。

## 来歴
東京都に生まれる。東京芸術大学ヴィオラ科を卒業し、同大大学院修士課程を修了した。
明治安田生命より奨学金を得て文化庁在外派遣研修員となり、ドイツ・フライブルク音楽大学（ヴィオラ科）、スイス・バーゼルのスコラ・カントゥルム（古楽科バロックヴァイオリン）で学び、卒業した。バーゼルに移ったのは、バロック時代の音楽をやりたいという希望からだったと自身の文章にて述べている。
古楽器奏者としては、La Cetra Barockorchester、Bach Stiftung、Capricornus Consort Basel、Collegium 1704、Gli Angeli、バッハ・コレギウム・ ジャパン、アンサンブル・パルテノペなどのメンバーとして数多くのCD録音やラジオ放送、音楽祭に招待されるなど、活発に演奏活動をしている